# Сје
Сје (фр. Cieux) насеље је и општина у централној Француској у региону Лимузен, у департману Горња Вијена која припада префектури Белак.
По подацима из 2011. године у општини је живело 948 становника, а густина насељености је износила 23,09 становника/km². Општина се простире на површини од 41,06 km². Налази се на средњој надморској висини од 330 метара (максималној 410 m, а минималној 258 m).

## Демографија
| 1962. | 1968. | 1975. | 1982. | 1990. | 1999. | 2011. |
| ----- | ----- | ----- | ----- | ----- | ----- | ----- |
| 1.090 | 1.126 | 1.027 | 971   | 943   | 897   | 948   |

График промене броја становника у току последњих година